# Erika Mészáros
Erika Mészáros (* 24. Juni 1966 in Budapest) ist eine ehemalige ungarische Kanutin. Sie gewann zwei olympische Medaillen und elf Weltmeisterschaftsmedaillen.

## Karriere
Ihre ersten internationalen Medaillen gewann Erika Mészáros bei den Weltmeisterschaften 1986 in Montreal. Zusammen mit Katalin Povázsán siegte sie im Zweier-Kajak vor den Booten aus der Sowjetunion und aus Bulgarien. Im Vierer-Kajak siegte das ungarische Boot mit Erika Géczi, Erika Mészáros, Éva Rakusz und Rita Kőbán vor den Crews aus der Sowjetunion und aus Rumänien. Auch bei den Olympischen Spielen 1988 in Seoul startete Erika Mészáros in zwei Bootsklassen. Im Zweier-Kajak belegte sie mit Éva Rakusz den vierten Platz hinter den Booten aus der DDR, aus Bulgarien und aus den Niederlanden. Im Vierer-Kajak gewann das Boot aus der DDR mit einer Sekunde Vorsprung auf Erika Géczi, Erika Mészáros, Éva Rakusz und Rita Kőbán, Bronze ging an die Bulgarinnen.
Bei den Weltmeisterschaften 1989 in Plowdiw siegte im Zweier-Kajak über 500 Meter das Boot aus der DDR mit Anke Nothnagel und Heike Singer vor Éva Dónusz und Erika Mészáros. Auch im Vierer-Kajak gewannen die Kanutinnen aus der DDR, dahinter erhielten Katalin Gyulai, Rita Kőbán, Henriette Huber und Erika Mészáros die Silbermedaille. Im Jahr darauf trat bei den Weltmeisterschaften 1990 letztmals das Team aus der DDR an. Éva Dónusz und Erika Mészáros gewannen sowohl über 500 Meter als auch über 5000 Meter die Silbermedaille hinter Ramona Portwich und Anke von Seck. Im Vierer-Kajak über 500 Meter siegte ebenfalls das Boot aus der DDR vor dem ungarischen Vierer mit Éva Dónusz, Henriette Huber, Rita Kőbán und Erika Mészáros. Bei den Weltmeisterschaften 1991 siegten die deutschen Boote in vier von fünf Bootsklassen. Im Zweier-Kajak über 500 Meter siegten Portwich und von Seck im neuen Trikot vor Dónusz und Mészáros. Auch im Vierer siegte die deutsche Crew, dahinter erhielten Éva Dónusz, Rita Kőbán, Katalin Gyulai und Erika Mészáros die Silbermedaille.
Bei der olympischen Regatta 1992 in Barcelona trat Erika Mészáros nur im Vierer an. Éva Dónusz, Kinga Czigány, Erika Mészáros und Rita Kőbán siegten mit 0,15 Sekunden Vorsprung auf die deutsche Crew. Für diesen Erfolg wurde der Vierer von der ungarischen Sportpresse als Mannschaft des Jahres ausgezeichnet. Im Jahr darauf standen bei den Weltmeisterschaften 1993 letztmals die Wettbewerbe über 5000 Meter auf dem Programm. Éva Dónusz und Erika Mészáros erkämpften über diese Distanz die Silbermedaille hinter Ramona Portwich und Anett Schuck. Der ungarische Kajak-Vierer mit Éva Dónusz, Kinga Czigány, Erika Mészáros und Rita Kőbán erhielt über 500 Meter die Bronzemedaille hinter den Deutschen und den Schweden. Ihren letzten internationalen Auftritt hatte Mészáros bei den Olympischen Spielen 1996 in Atlanta, der ungarische Vierer mit Szilvia Mednyánszky, Dónusz, Mészáros und Czigány belegte den neunten Platz.
Erika Mészáros ist die Tochter von György Mészáros, der bei den Olympischen Spielen 1960 zwei Medaillen im Kanurennsport gewann.